# بوصلة القبلة

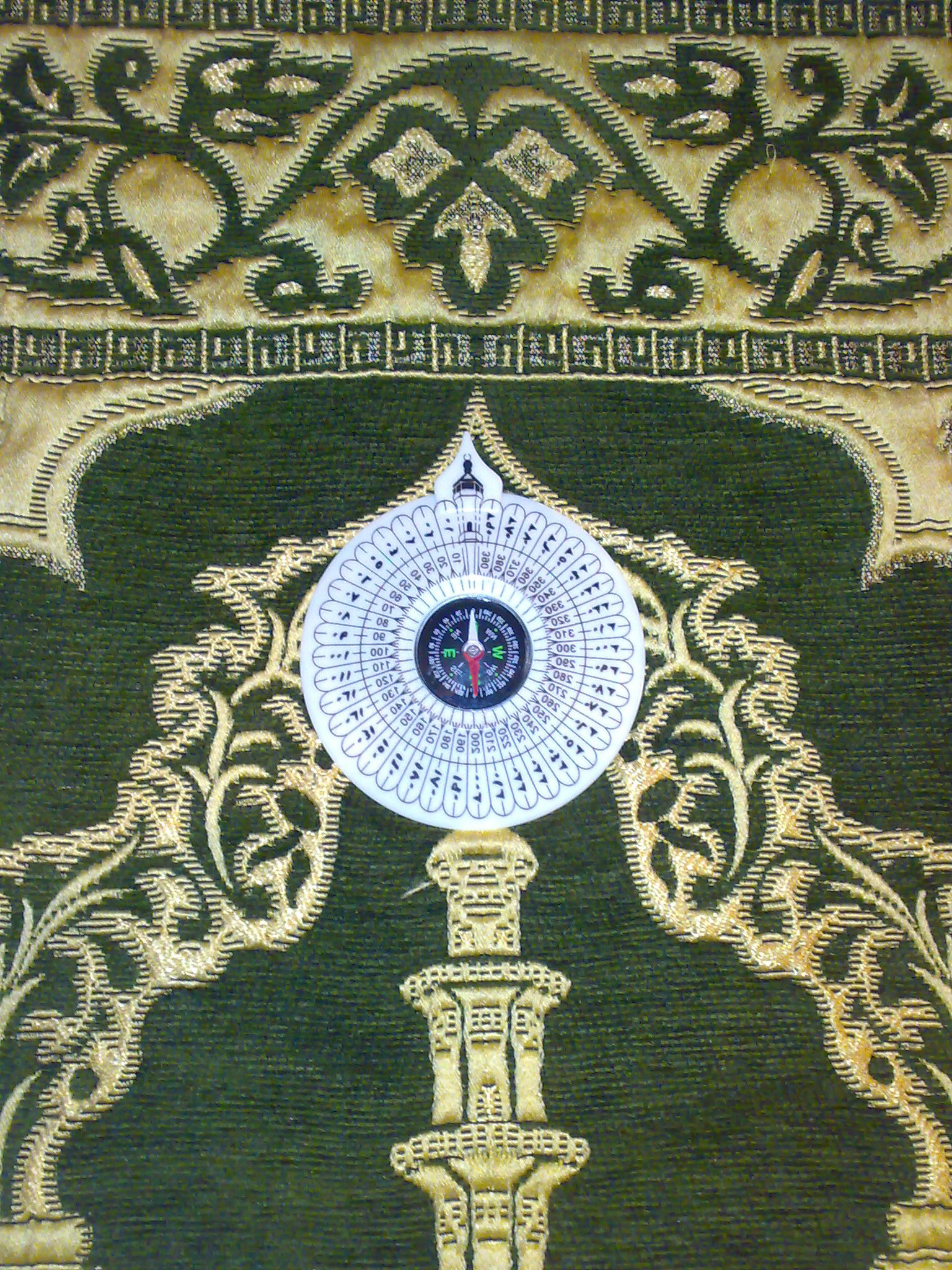

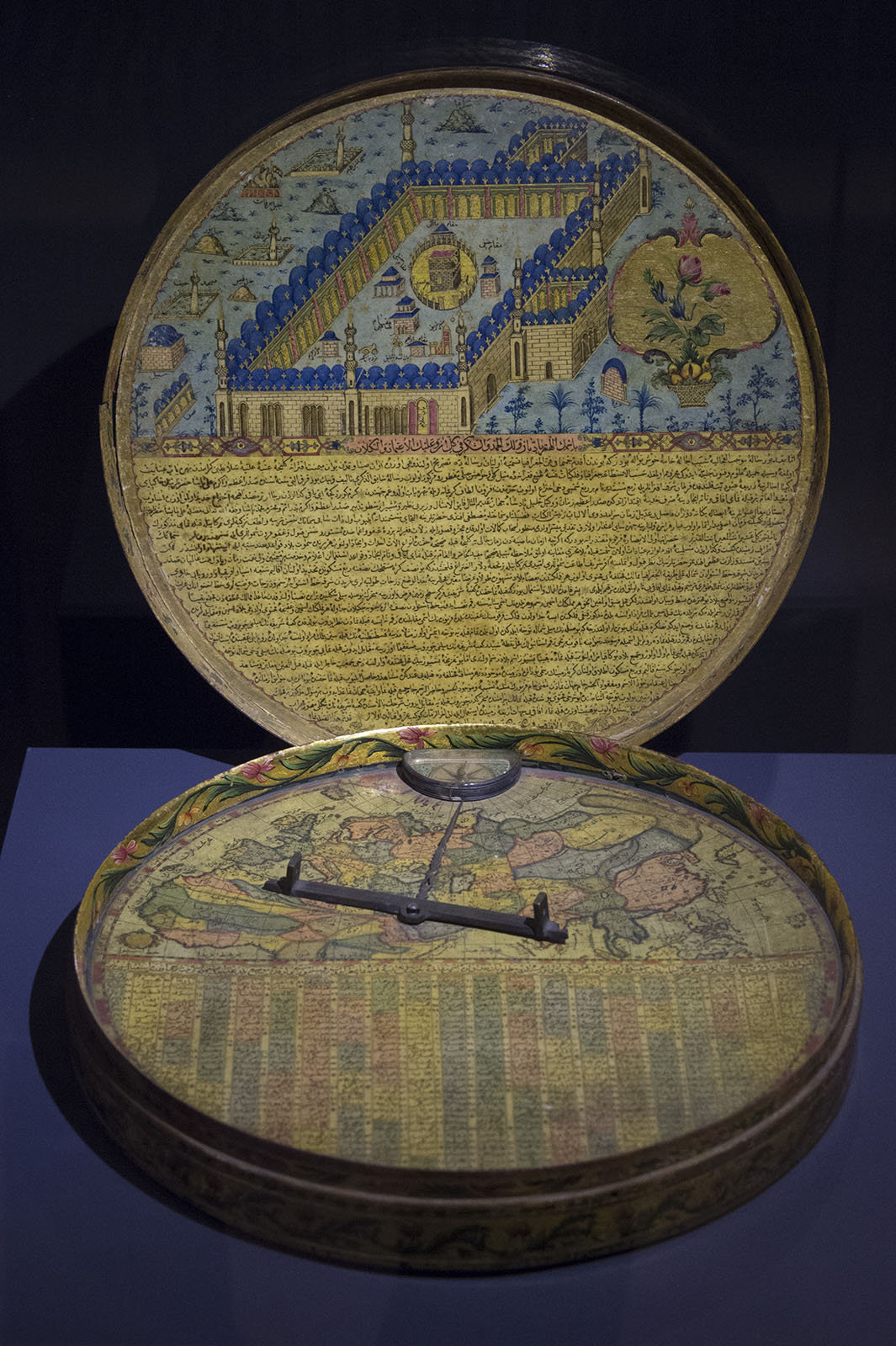
قبلة نامه من العهد العثماني

بوصلة القبلة هي نوع من أنواع البوصلات وإضافة إلى إظهارها الشمال المغناطيسي تقوم بإظهار قبلة المسلمين ألا وهي الكعبة المشرفة وذلك بتطبيق بعض الحسابات التي تُجرى على حسب موقع ودولة المستخدم.

## إتجاه القبلة بواسطة النجوم
لمعرفة اتجاه القبلة دونَ استخدام الهاتف يمكن استخدام طريقة قديمة كانت تستخدم لأجل الإبحار من خلال تتبع النجوم، فالنجوم لا تبقى مكانها بسبب دوران الأرض لذا تظهر بأماكن مختلفة باستثناء نجم أُطلق عليه اسم «القبلة». والمتواجد في البرج الفلكي سُمي «الركبة» والمعروف ب «نجم الشمال» الموجود في «الدب الأصغر». يمكن تتبّع النجم بالخطوات التالية:
الخطوة الأولى: حدد موقع «بنات نعش الكبرى (الدب الأكبر)»: أن أسهل طريقة لإيجاد نجم الشمال هي إيجاد برج الدب الأكبر في البداية. أنه من أسهل الأبراج التي يمكن إيجادها. ابحث عن برج بشكل ملعقة كبيرة؛ ثلاث نجوم في المقبض وأربعة في المقدمة.
الخطوة الثانية: ارسم خطاً إلى القبلة (نجم الشمال): افرض ان هناك خطاً يربط ما بين النجمين في مقدمة الدب الأكبر، إذا تتبعت الخط إلى ما يقارب خمسة أضعاف المسافة ستجد نجم الشمال. أنه أول نجم ساطع ستجده في ذلك الاتجاه.
الخطوة الثالثة: تأكد: عليك التأكد أنك في الواقع باتجاه نجم الشمال. نجم الشمال هو جزء من البرج الذي أطلق عليه اسم «الركبة»، الذي نعرفه عموماً ب«الدب الأصغر». هذا النجم هو آخر نجم في المقبض. الدب الأصغر يسبح فوق الدب الأكبر، كما لو أنه يسكب الماء في الدب الأكبر. بمجرد معرفتك لإتجاه الشمال، سيكون إيجاد القبلة سهلاً جداً. فإذا كنت في أمريكا، فأنه الشمال الشرقي.
لتحديد الاتجاه الصحيح للقبلة يتعين على المرء ان يعرف بدقة كبيرة خط الطول وخط العرض لموقعه وموقع مكة المدينة التي يجب ان يواجهها المرء بمجرد تحديد ذلك يتم تطبيق القيم على مثلث كروي ويمكن تحديد الزاوية من الزوال المحلي إلى الاتجاه المطلوب لمكة.